# 潘外憐
潘 外憐（はん がいれん、生没年不詳）は、北魏の孝明帝の側室（充華）。女帝・孝明帝の女児の母。潘嬪とも呼ばれる。

## 生涯
出自は不詳であるが、宦官の成軌を養父とする。
孝明帝の後宮に入った。胡太后が親族の胡氏の一族を引き上げて優遇し、従姪の胡氏は孝明帝の皇后として立てられた。名門出身の盧令媛、崔孝芬の娘らは皆、抑圧されて嬪、あるいは世婦の位だけを封している。潘外憐も決して例外ではなく、充華（嬪の位）に留まった。しかし孝明帝はもっぱら潘外憐を寵愛し、皇后や妃嬪たちは寵愛されることがなかった。
武泰元年（528年）、皇女で孝明帝の唯一の子女を出産んだ。1か月後、孝明帝が突然崩御し、その母である胡太后によって毒殺したとされた。胡太后は孝明帝と潘外憐の皇女を皇子と偽って帝位に即け、しかし1日でこれが発覚すると廃位された。その後、潘外憐と所生の皇女の消息は不明となった。